# Virginia Van Upp
Virginia Van Upp est une scénariste et productrice américaine née le 13 janvier 1902 à Chicago, Illinois (États-Unis) et morte le 25 mars 1970 à Los Angeles, Californie (États-Unis).

## Filmographie sélective

### Comme scénariste
- 1934 : The Pursuit of Happiness d'Alexander Hall
- 1936 : Enfants abandonnés (Too many parents) de Robert F. McGowan
- 1936 : Sans foyer (Timothy's Quest) de Charles Barton
- 1937 : Trompette Blues (Swing High, Swing Low), de Mitchell Leisen
- 1938 : Casier judiciaire (You and Me) de Fritz Lang
- 1939 : St. Louis Blues de Raoul Walsh
- 1939 : Femme du monde (Cafe Society) de Edward H. Griffith
- 1941 : Une nuit à Lisbonne (One Night in Lisbon) d'Edward H. Griffith
- 1941 : Virginia d'Edward H. Griffith
- 1941 : Sous le ciel de Polynésie (Bahama Passage) d'Edward H. Griffith
- 1943 : La Boule de cristal (The Crystal Ball) de Elliott Nugent
- 1943 : Young and Willing d'Edward H. Griffith
- 1944 : La Reine de Broadway (Cover girl) de Charles Vidor
- 1944 : Coup de foudre (Together again) de Charles Vidor
- 1945 : She Wouldn't Say Yes d'Alexander Hall
- 1951 : Si l'on mariait papa (Here Comes the Groom) de Frank Capra
- 1952 : L'Affaire de Trinidad (Affair of Trinidad) de Vincent Sherman (histoire)

### comme productrice
- 1944 : The Impatient Years de Irving Cummings (productrice associée)
- 1944 : Coup de foudre (Together again) de Charles Vidor
- 1945 : She Wouldn't Say Yes d'Alexander Hall
- 1946 : Gilda de Charles Vidor
- 1947 : Peter Ibbetson a raison (The Guilt of Janet Ames) d'Henry Levin (non créditée)
- 1952 : L'Affaire de Trinidad (Affair of Trinidad) de Vincent Sherman (non créditée)